# Атанас Илков (полицай)
Атанас Трайков Илков е български полицай, главен комисар, директор на Главна дирекция „Национална полиция“ от октомври 2022 г. От 27 август 2024 г. до 16 януари 2025 г. е служебен министър на вътрешните работи.

## Биография
Роден е на 20 декември 1964 г. в пазарджишкото село Величково. Според други сведения е роден в Пазарджик. Не е налична информация за средното му образование. От 1987 г. става част от системата на МВР. Работи в Криминална полиция към РДВР – Пазарджик. Бил е последователно началник на сектор „Оперативно обслужване на местата за лишаване на свобода“, началник на сектор в Дирекция на Национална служба „Полиция“, началник на отдел „Криминална полиция“ към Главна дирекция „Криминална полиция“. Впоследствие завършва право в Югозападния университет „Неофит Рилски“ в Благоевград. През 2014 г. е уволнен след акция на специализираните полицейски сили в Лясковец, в които загива един служител на МВР, но впоследствие е върнат на работа от съда. По-късно специализира в Международната академия по правоприлагане в Будапеща, а по-късно и в подобна академия в Розуел в САЩ. От юли 2016 г. до 2017 г. е началник на отдел „Криминална полиция“ при Областната дирекция на МВР в Пловдив. От 2017 до юли 2019 г. е началник на ОДМВР – Пловдив. Между юли 2019 г. и 2020 г. е началник на ОДМВР – Кърджали. От 2020 г. е началник на Центъра за специализация и професионална подготовка в Казанлък. От 2 август 2021 г. е преназначен за заместник-директор на Главна дирекция „Национална полиция“. На 4 януари 2022 г. е назначен за временно изпълняващ длъжността директор на Главна дирекция „Национална полиция“. Изпълнява тази длъжност до 7 януари 2022 г.. След това отново е заместник-директор. Отново е временно изпълняващ длъжността директор от 9 август 2022 до октомври 2022 г. След това е назначен за постоянно за директор на Главна дирекция „Национална полиция“. Остава на този пост до 27 август 2024 г., когато е назначен за служебен министър на вътрешните работи във второто правителство на Димитър Главчев. Освободен е от поста на 16 януари 2025 г.